# Adinandra borneensis
Adinandra borneensis är en tvåhjärtbladig växtart som beskrevs av Clarence Emmeren Kobuski. Adinandra borneensis ingår i släktet Adinandra och familjen Pentaphylacaceae. Inga underarter finns listade i Catalogue of Life.